# Hieracium altipes
Hieracium altipes es una especie de planta con flor del género Hieracium, de la familia Asteraceae, orden Asterales.

## Distribución
Hieracium altipes se distribuye por Suecia, Finlandia y Rusia noroccidental europea.

## Taxonomía
Fue descrita científicamente por (Zahn) Dahlst.